# Reminasus
Reminasus is een vliegengeslacht uit de familie van de roofvliegen (Asilidae).

## Soorten
- R. ephippium (Macquart, 1855)